# Izobronta
Izobronta (izo- + gr. bronte = grzmot) – izolinia na mapie łącząca miejsca, w których w tym samym czasie słychać pierwszy grzmot nadciągającej burzy.